# Grant & Forsyth

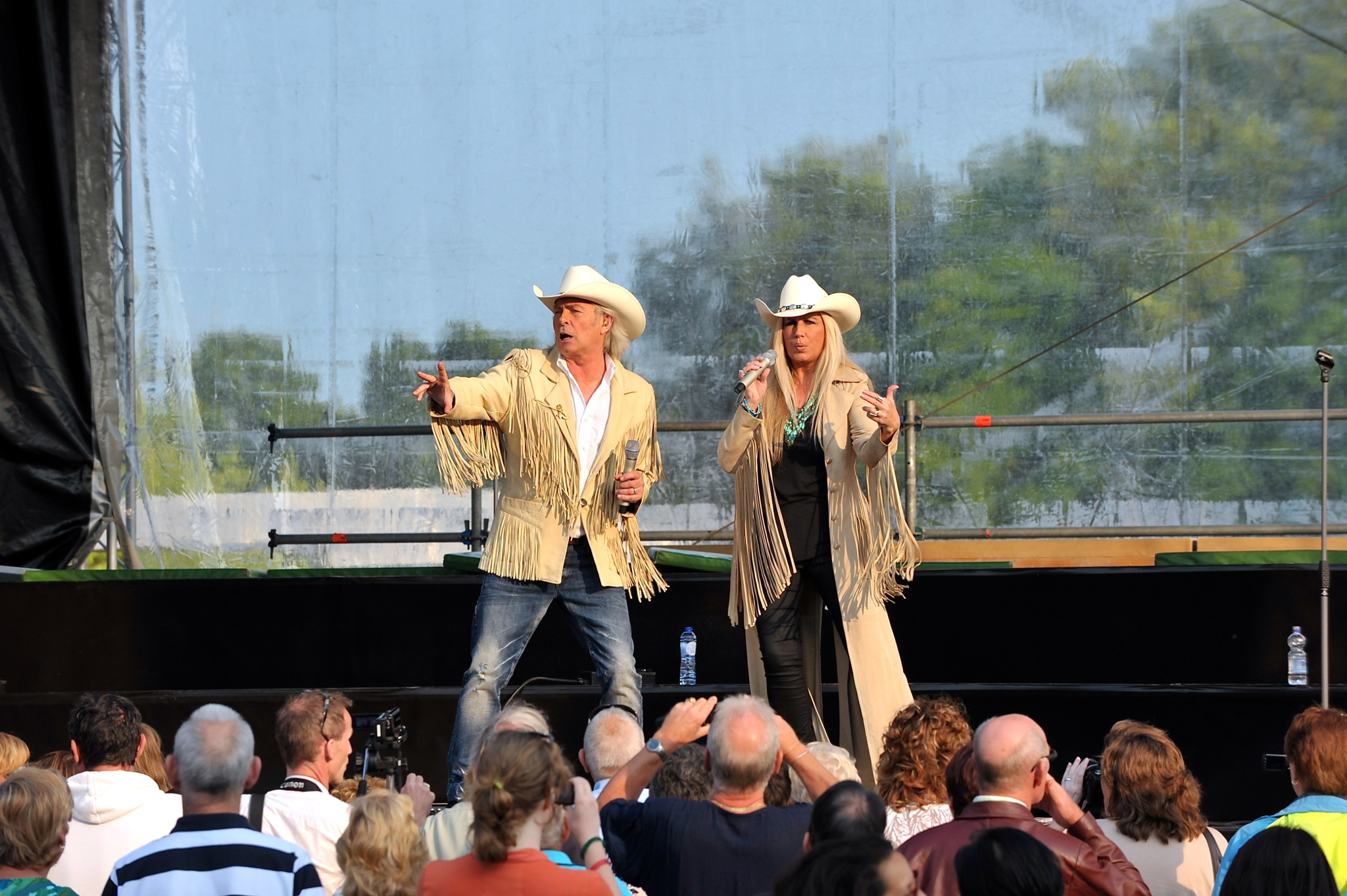
Grant & Forsyth, 2013

Grant & Forsyth war ein britisches Country-Pop-Duo, das mit Coverversionen internationaler Hits hauptsächlich in den Niederlanden Erfolge hatte.

## Biografie
Julie Forsyth ist die Tochter des englischen Showmasters Bruce Forsyth. Dominic Grant hatte bereits 1982 mit der Solosingle I Won’t Let Me Down einen Top-20-Hit in der niederländischen Hitparade. Die beiden Musiker waren von 1974 bis zu deren Auflösung im Dezember 1985 Mitglieder der englischen Vokalgruppe Guys ’n’ Dolls, die mit Hits wie There’s a Whole Lot of Loving (1975), You Don’t Have to Say You Love Me (1976) und You’re My World (1977) bekannt wurde. Anschließend kam es zur Gründung des Duos Grant & Forsyth.
Mit Coverversionen bekannter Poptitel erlangten sie ab 1986 besonders in den Niederlanden Popularität. Mit einem Medley aus Frankie Vallis The Sun Ain’t Gonna Shine Anymore und The Ronettes’ Be My Baby gelang dort im Frühjahr 1988 der Sprung in die Top 20. Im Sommer folgte Anything for You, dessen Original von Gloria Estefan stammt, und erreichte die Top 40.
Ab 1990 ergänzten Grant & Forsyth ihren Stil durch Elemente der Country-Musik. Das Album Country Love Songs wurde zum größten Erfolg des Duos und kletterte auf Platz 6 der niederländischen Charts. Auch die Auskopplungen Somewhere Between und To Know You Is to Love You, die wie alle anderen Lieder des Longplayers Coverversionen bekannter Countryklassiker sind, wurden zu Charthits. Ende des Jahres knüpften das Weihnachtsalbum Country Christmas und die Single The Greatest Gift of All, im Original von Kenny Rogers und Dolly Parton gesungen, an diesen Erfolg an.
Mit Country Love Songs 2 platzierte sich 1991 auf Rang 17 ein weiteres Album der Briten in den Niederlanden. Die Auskopplung Turning Over New Leaves war das bisher letzte Lied in den Singlecharts. Sieben weitere Studioalben und drei Kompilationen schafften in den darauffolgenden Jahren den Einstieg in die Hitparade der Niederlande. Darauf sind Coversongs wie Smokies Lay Back in the Arms of Someone, John Denvers Take Me Home, Country Roads und CCRs Bad Moon Rising/Proud Mary zu finden.
Die bisher letzte gemeinsame Veröffentlichung von Julie Forsyth und Dominic Grant ist die Single Anyone Who Had a Heart aus dem Jahr 2013.
Dominic Grant starb am 18. November 2020.

## Mitglieder
- Julie Forsyth (* 4. April 1958 in Watford, Hertfordshire)
- Dominic Grant (* 21. August 1949 in London, England - † 18. November 2020)

## Diskografie

### Alben
| Jahr | Titel                   | Höchstplatzierung, Gesamtwochen, AuszeichnungChartsChartplatzierungen (Jahr, Titel, Platzierungen, Wochen, Auszeichnungen, Anmerkungen) | Anmerkungen    |
| Jahr | Titel                   | NL | Anmerkungen    |
| ---- | ----------------------- | --- | -------------- |
| 1990 | Country Love Songs      | NL6 Gold · (24 Wo.)NL |                |
| 1990 | Country Christmas       | NL55 (7 Wo.)NL |                |
| 1991 | Country Love Songs 2    | NL17 Gold · (26 Wo.)NL |                |
| 1992 | Country Love Songs 3    | NL27 Platin · (26 Wo.)NL |                |
| 1993 | More Country Love Songs | NL42 Gold · (21 Wo.)NL |                |
| 1994 | Warm Feeling            | NL29 (14 Wo.)NL |                |
| 1995 | In Between Dances       | NL40 (6 Wo.)NL |                |
| 1997 | True Love Songs         | NL55 (12 Wo.)NL |                |
| 1998 | Let’s Dance             | NL68 (4 Wo.)NL | als The Grants |
| 2001 | New Country Love Songs  | NL40 (6 Wo.)NL |                |

### Kompilationen
| Jahr | Titel                            | Höchstplatzierung, Gesamtwochen, AuszeichnungChartsChartplatzierungen (Jahr, Titel, Platzierungen, Wochen, Auszeichnungen, Anmerkungen) | Anmerkungen |
| Jahr | Titel                            | NL | Anmerkungen |
| ---- | -------------------------------- | --- | ----------- |
| 1996 | Hun grootste successen           | NL27 (17 Wo.)NL |             |
| 2004 | The Platinum Country Collection  | NL42 (6 Wo.)NL |             |
| 2005 | Most Beautiful Country Lovesongs | NL56 (6 Wo.)NL |             |

### Singles
| Jahr | Titel Album                                                           | Höchstplatzierung, Gesamtwochen, AuszeichnungChartsChartplatzierungen (Jahr, Titel, Album, Platzierungen, Wochen, Auszeichnungen, Anmerkungen) | Anmerkungen |
| Jahr | Titel Album                                                           | NL | Anmerkungen |
| ---- | --------------------------------------------------------------------- | --- | --- |
| 1988 | The Sun Ain’t Gonna Shine Anymore / Be My Baby Hun grootste successen | NL15 (7 Wo.)NL | Autoren: Bob Crewe, Bob Gaudio, Phil Spector, Jeff Barry, Ellie Greenwich Originale: Frankie Valli, 1965 / The Ronettes, 1963 |
| 1988 | Anything for You Hun grootste successen                               | NL33 (4 Wo.)NL | Autor und Original: Gloria Estefan, 1988                                                                                      |
| 1990 | Somewhere Between Country Love Songs                                  | NL29 (4 Wo.)NL | Autoren: Merle Haggard, Bonnie Owens Original: Merle Haggard & the Strangers, 1967                                            |
| 1990 | To Know You Is to Love You Country Love Songs                         | NL32 (3 Wo.)NL | Autor: Phil Spector Original: The Teddy Bears, 1958                                                                           |
| 1990 | The Greatest Gift of All Country Christmas                            | NL31 (3 Wo.)NL | Autor: John Jarvis Original: Kenny Rogers & Dolly Parton, 1984                                                                |
| 1992 | Turning Over New Leaves Country Love Songs Vol. 2                     | NL30 (3 Wo.)NL | Autor: Johnny Pearson |

Weitere Singles
| - 1986: Take Care of Our Children (Don’t Drive Drunk) (Anita, Kyle, Dominique, Julie) - 1986: You Make Me so Happy - 1986: (Don’t Stay) For the Sake of the Children - 1986: You’ve Lost That Loving Feeling - 1987: I Want You - 1989: Touch the Moon - 1991: Stay - 1991: Medley - 1992: I Believe - 1993: Driving My Life Away | - 1993: Lay Back in the Arms of Someone - 1994: Queen of Hearts / Once Upon a Time in the West - 1994: Storybook Children - 1995: Mi vida loca (My Crazy Life) - 1995: Standing on the Edge of Goodbye - 1997: Love on the Rocks - 2001: Amazed - 2001: Goodbye My Love - 2008: Love Grows (Where My Rosemary Goes) - 2013: Anyone Who Had a Heart |